# مات توماس
مات توماس (4 أغسطس 1994 في الولايات المتحدة - ) (بالإنجليزية: Matt Thomas)‏ هو لاعب كرة سلة أمريكي في مركز مدافع مسدد الهدف. لعب مع Iowa State Cyclones ‏.

## وصلات خارجية
- مات توماس على موقع إن بي أي (الإنجليزية)
- مات توماس على موقع سبورتس رفرنس (الإنجليزية)
- مات توماس على موقع الدوري الإسباني لكرة السلة (الإسبانية)
- مات توماس على موقع إي إس بي إن.كوم (الإنجليزية)
- مات توماس على موقع كلية كرة السلة في سبورتس رفرنس.كوم (الإنجليزية)
- مات توماس على موقع ريلجم (الإنجليزية)
- مات توماس على موقع بروبوليرز (الإنجليزية)
- مات توماس على موقع سبورتس رفرنس (الإنجليزية)
- مات توماس على موقع سبورتس رفرنس (الإنجليزية)